# Theron Moses Rice

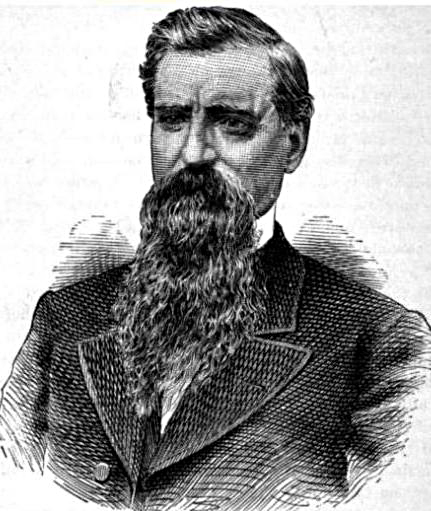
Theron Moses Rice

Theron Moses Rice (* 21. September 1829 in Mecca, Trumbull County, Ohio; † 7. November 1895 in Boonville, Missouri) war ein US-amerikanischer Politiker. Zwischen 1881 und 1883 vertrat er den Bundesstaat Missouri im US-Repräsentantenhaus.

## Werdegang
Theron Rice besuchte die Academy in Chester. Danach unterrichtete er während der Wintermonate in den Bezirksschulen. Nach einem Jurastudium und seiner 1854 erfolgten Zulassung als Rechtsanwalt begann er im Mahoning County in diesem Beruf zu arbeiten. Im Frühjahr 1858 zog er in den Ort California in Missouri. Während des Bürgerkrieges diente er bei einer Infanterieeinheit aus Missouri im Heer der Union. Dabei stieg er bis zum Oberst auf. Im Jahr 1866 zog er nach Tipton, wo er wieder als Anwalt praktizierte. Zwischen 1868 und 1874 war Rice als Bezirksrichter tätig.
Politisch war er Mitglied der kurzlebigen Greenback Party. Bei den Kongresswahlen des Jahres 1880 wurde er im siebten Wahlbezirk von Missouri in das US-Repräsentantenhaus in Washington, D.C. gewählt, wo er am 4. März 1881 die Nachfolge von John Finis Philips antrat. Da er im Jahr 1882 auf eine weitere Kandidatur verzichtete, konnte er bis zum 3. März 1883 nur eine Legislaturperiode im Kongress absolvieren. Nach seinem Ausscheiden aus dem US-Repräsentantenhaus arbeitete Theron Rice als Rechtsanwalt in Boonville; in dieser Stadt ist er am 7. November 1895 auch verstorben. Er wurde in Tipton beigesetzt.